# Pithoragarh (distrikt)
Pithorāgarh är ett distrikt i Indien.   Det ligger i delstaten Uttarakhand, i den norra delen av landet, 300 km nordost om huvudstaden New Delhi. Antalet invånare är 483 439.
Följande samhällen finns i Pithorāgarh:
- Pithoragarh
- Dhārchula